# Província de Pichincha
Pichincha és una de les 22 províncies de l'Equador, situada al voltant de la capital del país, Quito, sobre la línia equatorial al mig del carreró interandí i estenent-se cap a l'occident pels contraforts andins que duen cap a la província d'Esmeraldas. La seva capital és Quito.
Uns 20 km al nord de Quito es troba el monument de la Mitad del Mundo, per on passa la línia equatorial. Cal destacar, a la zona nord de la província, la reserva ecològica Cayambe-Coca i la reserva protegida Mindo-Nambillo i a la zona sud la zona boscosa protegida del Pasochoa. Cap al nord també es troba el jaciment arqueològic de Cochasquí, amb construccions funeràries de les poblacions quitus de la zona, així com les restes de Rumicucho, una fortalesa militar quitu i posteriorment inca. A mig camí de la costa pacífica, al voltant de Santo Domingo de los Colorados, hàbitat tradicional de la comunitat indígena dels tsàtxiles (o colorados), amb la tradicional tintura vermella dels seus cabells.
La província consta de 9 cantons (capital entre parèntesis):
- Cayambe (Cayambe)
- Mejía (Machachi)
- Pedro Moncayo (Tabacundo)
- Pedro Vicente Maldonado (Pedro Vicente Maldonado)
- Puerto Quito (Puerto Quito)
- Quito - Distrito Metropolitano (Quito)
- Rumiñahui (Sangolquí)
- San Miguel de los Bancos (San Miguel de los Bancos)
- Santo Domingo de los Colorados (Santo Domingo de los Colorados)